# ŻAKS Lublin
ŻAKS Lublin (hebr. ‏מועדון ספורט אקדמי יהודי לובלין‎, Mu'adon Sport Ekdami Yahodi Lovlin) – żydowski klub piłkarski z siedzibą w mieście Lublin, działający w latach 1930–1932.

## Historia
Chronologia nazw:
- 1930: Ż.A.S.S. [Żydowskie Akademickie Stowarzyszenie Sportowe] Lublin
- 1931: Ż.A.K.S. [Żydowski Akademicki Klub Sportowy] Lublin
- 1932: klub rozwiązano

Żydowskie Akademickie Stowarzyszenie Sportowe, w skrócie ŻASS, zostało założone w Lublinie w 1930 roku przez społeczność żydowską. Klub oprócz zajęć sportowo-rekreacyjnych przewidywał także robienie fotografii. Siedziba klubu mieściła się przy ulicy Powiatowej 3 (obecnie ulica Żołnierzy Niepodległej, do niedawna I Armii Wojska Polskiego.
W 1930 roku drużyna zadebiutowała w rozgrywkach Lubelskiego Okręgowego Związku Piłki Nożnej (LOZPN), zwyciężając w Klasie C, a w 1930 jako ŻAKS startował w Klasie B, zajmując końcowe piąte miejsce. Po sezonie 1932 dwie grupy Klasy B (lubelska i siedlecka) zostały połączone w jedyną ligę, a klub nie zakwalifikował się do rozgrywek w niej. Klub postanowił zaprzestać występy i został rozwiązany.

## Sukcesy

### Trofea międzynarodowe
Nie uczestniczył w rozgrywkach europejskich (stan na 31-05-2024).

### Trofea krajowe
| \| \| Zdobyte trofea w rozgrywkach Polski (stan na: 31-05-2024) \| |                                                           |      |          |
| Rozgrywki                                                          | Osiągnięcie                                               | Razy | Sezon(y) |
| Mistrzostwo                                                        | I miejsce                                                 | 0    |          |
| Mistrzostwo                                                        | II miejsce                                                | 0    |          |
| Mistrzostwo                                                        | III miejsce                                               | 0    |          |
| Puchar                                                             | zdobywca                                                  | 0    |          |
| Puchar                                                             | finalista                                                 | 0    |          |
| II liga                                                            | I miejsce                                                 | 0    |          |
| II liga                                                            | II miejsce                                                | 0    |          |
| II liga                                                            | III miejsce                                               | 0    |          |
| Polska                                                             | Zdobyte trofea w rozgrywkach Polski (stan na: 31-05-2024) |      |          |

- Lubelska Klasa B
  - 5. miejsce (2): 1931 (gr.Lublin)

## Poszczególne sezony

### Rozgrywki międzynarodowe

#### Europejskie puchary
Klub nie uczestniczył w rozgrywkach europejskich.

### Rozgrywki krajowe
| \| Polska \| Bilans występów klubu w rozgrywkach piłkarskich Polski (Stan na 31 maja 2024 r.) \| \| |                                                                                  |        |       |   |   |   |    |    |     |           |        |        |      |
| Poziom                                                                                              | Rozgrywki                                                                        | Sezony | Mecze | Z | R | P | B+ | B– | Pkt | Lata      | Awanse | Spadki | Naj. |
| I                                                                                                   | Liga                                                                             | 0      |       |   |   |   |    |    |     |           |        |        |      |
| II                                                                                                  | Klasa A / Liga Okręgowa                                                          | 0      |       |   |   |   |    |    |     |           |        |        |      |
| III                                                                                                 | Klasa B / Klasa A                                                                | 2+     |       |   |   |   |    |    |     | 1931–1932 | 0      | 1      | 5    |
| IV                                                                                                  | III liga / Klasa C / Klasa B                                                     | 1+     |       |   |   |   |    |    |     | 1930      | 1      | 0      | 1    |
| | Puchar Polski                                                                    | 0      |       |   |   |   |    |    |     |           |        |        |      |
| Polska                                                                                              | Bilans występów klubu w rozgrywkach piłkarskich Polski (Stan na 31 maja 2024 r.) |        |       |   |   |   |    |    |     |           |        |        |      |

## Struktura klubu

### Stadion
Klub nie miał swojego stadionu. Drużyna rozgrywała swoje mecze domowe w Lublinie na stadionie przy ul. Okopowej, który był terenem należącym do wojska poprzez Urząd Wychowania Fizycznego i Przysposobienia Obronnego. 

## Kibice i rywalizacja z innymi klubami

### Derby
- Hakoah Lublin
- Hapoel Lublin
- Jardenia Lublin (Szomryja)
- Jutrznia Lublin
- Makkabi Lublin
- Sztern Lublin (Gwiazda)
- Wieniawa Lublin
- AZS Lublin (Sparta)
- HKS Lublin (Grot)
- KS Lublinianka
- Plage i Laśkiewicz Lublin
- Sokół Lublin
- Strzelec Lublin
- WKS Lublin